# Stjepan Mlakić
Stjepan Mlakić, F.S.C.J. (1. listopadu 1884 Fojnica, Rakousko-Uhersko, dnes Bosna a Hercegovina – 26. ledna 1951 Káhira, Egypt) byl římskokatolický kněz, člen misijní kongregace komboniánů, bosenský Chorvat, který působil jako misionář v Africe mezi kmeny Šilluků a Nuerů v Súdánu a stejně jako jeho kolega Bernardo Kohnen. Byl jedním z nejvýznamnějších představitelů chorvatských afrikanistů.

## Život
V roce 1903 absolvoval gymnázium v Travniku, které vedli jezuité. V letech 1915–1919 byl v komboniánském klášteře. Vysokoškolské vzdělání získal ve Veroně a Římě. V roce 1920 odjel do Súdánu na misie. V roce 1922 ho Svatý stolec jmenoval ordinářem apoštolského vikariátu v Chartúmu. V roce 1933 odjel do jižního Súdánu, kde se věnoval misijní práci mezi africkými kmeny. Kromě rodné chorvatštiny hovořil německy, italsky, anglicky a arabsky, k čemuž přidal jazyk nuerského kmene Nilotů. Jeho dopisy bratrovi (rovněž knězi) do Bosny svědčí o jeho velmi úzkých kontaktech s Afričany. Za zmínku stojí jeho objev, že v Egyptě, nedaleko města Korsko, se nachází vesnice Ibrim, kde žili bosenští muslimové, které tam usadil osmanský sultán. Záhřebskému etnografickému muzeu věnoval bohatou sbírku artefaktů africké kultury. Od 21. října 1938 působil jako prefekt apoštolské prefektury Bahr el-Džebel v Súdánu. Na úřad prefekta rezignoval 21. října 1950.